# Lacroisille
Lacroisille (en occitan La Crosilha) est une commune française située dans le département du Tarn en région Occitanie. Sur le plan historique et culturel, la commune est dans le Lauragais, l'ancien « Pays de Cocagne », lié à la fois à la culture du pastel et à l’abondance des productions, et de « grenier à blé du Languedoc ».
Exposée à un climat océanique altéré, elle est drainée par le ruisseau d'Algans, le ruisseau de port-long et par divers autres petits cours d'eau.
Lacroisille est une commune rurale qui compte 100 habitants en 2022, après avoir connu un pic de population de 378 habitants en 1836.  Elle fait partie de l'aire d'attraction de Toulouse. Ses habitants sont appelés les Lacroisillais ou  Lacroisillaises.

## Géographie

### Localisation
Commune située entre Castres et Toulouse.

### Communes limitrophes
|            | Magrin      | Bertre  |
| Algans     | Lacroisille | Appelle |
| Cuq-Toulza | Puylaurens  |         |

### Hydrographie
La commune est dans le bassin de la Garonne, au sein du bassin hydrographique Adour-Garonne. Elle est drainée par le ruisseau d'Algans, le ruisseau de port-long, le Ruissel, le ruisseau de Marfons, le ruisseau du Buguet, le ruisseau du Cap Blanc et par divers petits cours d'eau, qui constituent un réseau hydrographique de 9 km de longueur totale,.

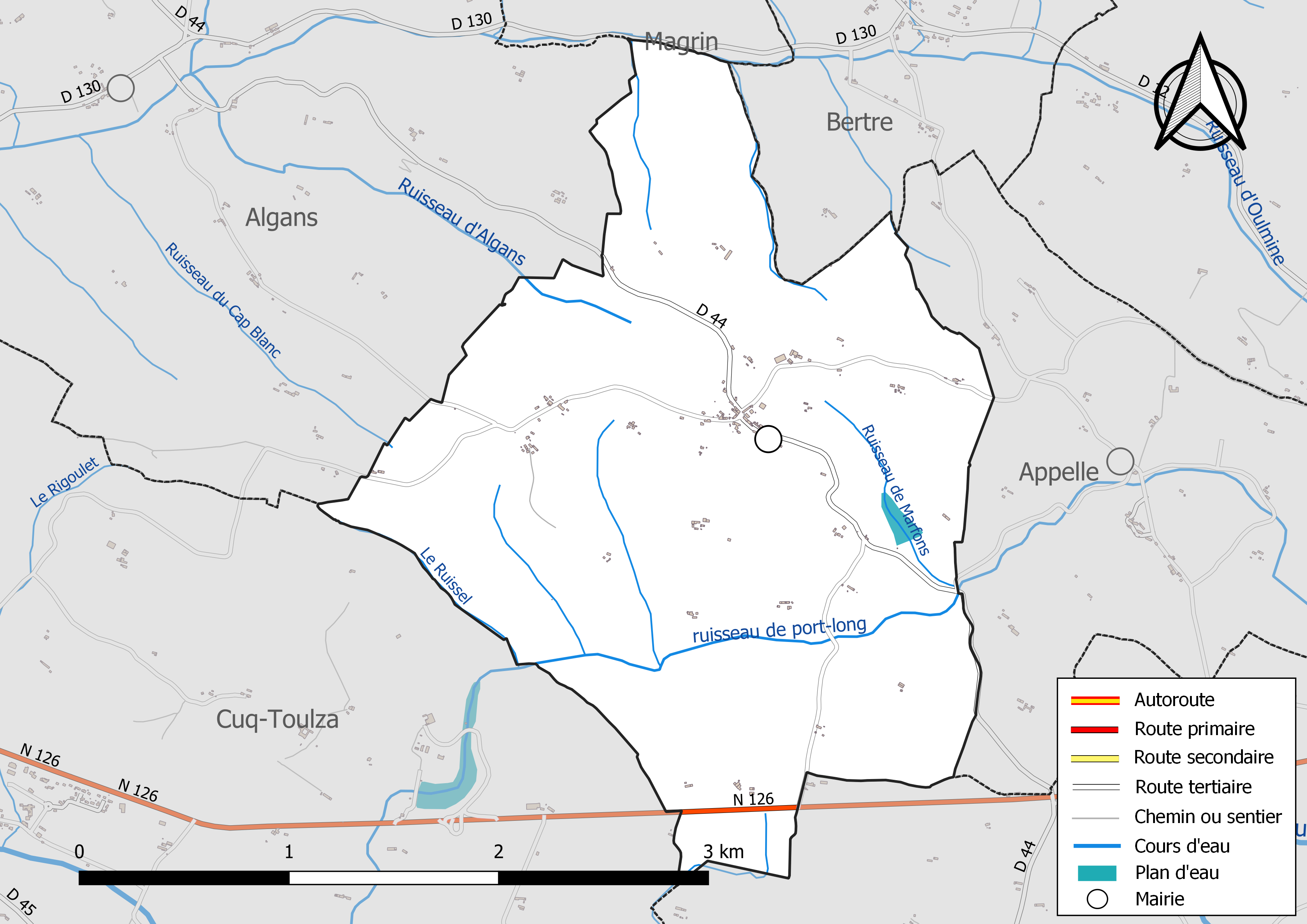
Réseaux hydrographique et routier de Lacroisille.

### Climat
Pour des articles plus généraux, voir Climat de l'Occitanie et Climat du Tarn.
En 2010, le climat de la commune est de type climat du Bassin du Sud-Ouest, selon une étude du Centre national de la recherche scientifique s'appuyant sur une série de données couvrant la période 1971-2000. En 2020, Météo-France publie une typologie des climats de la France métropolitaine dans laquelle la commune est exposée à un climat océanique altéré et est dans la région climatique Aquitaine, Gascogne, caractérisée par une pluviométrie abondante au printemps, modérée en automne, un faible ensoleillement au printemps, un été chaud (19,5 °C), des vents faibles, des brouillards fréquents en automne et en hiver et des orages fréquents en été (15 à 20 jours).
Pour la période 1971-2000, la température annuelle moyenne est de 12,6 °C, avec une amplitude thermique annuelle de 15,6 °C. Le cumul annuel moyen de précipitations est de 885 mm, avec 10,1 jours de précipitations en janvier et 5,4 jours en juillet. Pour la période 1991-2020, la température moyenne annuelle observée sur la station météorologique de Météo-France la plus proche, « Puylaurens », sur la commune de Puylaurens à 7 km à vol d'oiseau, est de 14,4 °C et le cumul annuel moyen de précipitations est de 782,0 mm. 
La température maximale relevée sur cette station est de 42,5 °C, atteinte le 13 août 2003 ; la température minimale est de −16,5 °C, atteinte le 16 janvier 1985,,.
Les paramètres climatiques de la commune ont été estimés pour le milieu du siècle (2041-2070) selon différents scénarios d'émission de gaz à effet de serre à partir des nouvelles projections climatiques de référence DRIAS-2020. Ils sont consultables sur un site dédié publié par Météo-France en novembre 2022.

### Milieux naturels et biodiversité
Aucun espace naturel présentant un intérêt patrimonial n'est recensé sur la commune dans l'inventaire national du patrimoine naturel,,.

## Urbanisme

### Typologie
Au 1er janvier 2024, Lacroisille est catégorisée commune rurale à habitat très dispersé, selon la nouvelle grille communale de densité à sept niveaux définie par l'Insee en 2022.
Elle est située hors unité urbaine. Par ailleurs la commune fait partie de l'aire d'attraction de Toulouse, dont elle est une commune de la couronne,. Cette aire, qui regroupe 527 communes, est catégorisée dans les aires de 700 000 habitants ou plus (hors Paris),.

### Occupation des sols
L'occupation des sols de la commune, telle qu'elle ressort de la base de données européenne d’occupation biophysique des sols Corine Land Cover (CLC), est marquée par l'importance des territoires agricoles (100 % en 2018), une proportion identique à celle de 1990 (100 %). La répartition détaillée en 2018 est la suivante : 
terres arables (97,8 %), zones agricoles hétérogènes (2,2 %). L'évolution de l’occupation des sols de la commune et de ses infrastructures peut être observée sur les différentes représentations cartographiques du territoire : la carte de Cassini (XVIIIe siècle), la carte d'état-major (1820-1866) et les cartes ou photos aériennes de l'IGN pour la période actuelle (1950 à aujourd'hui).

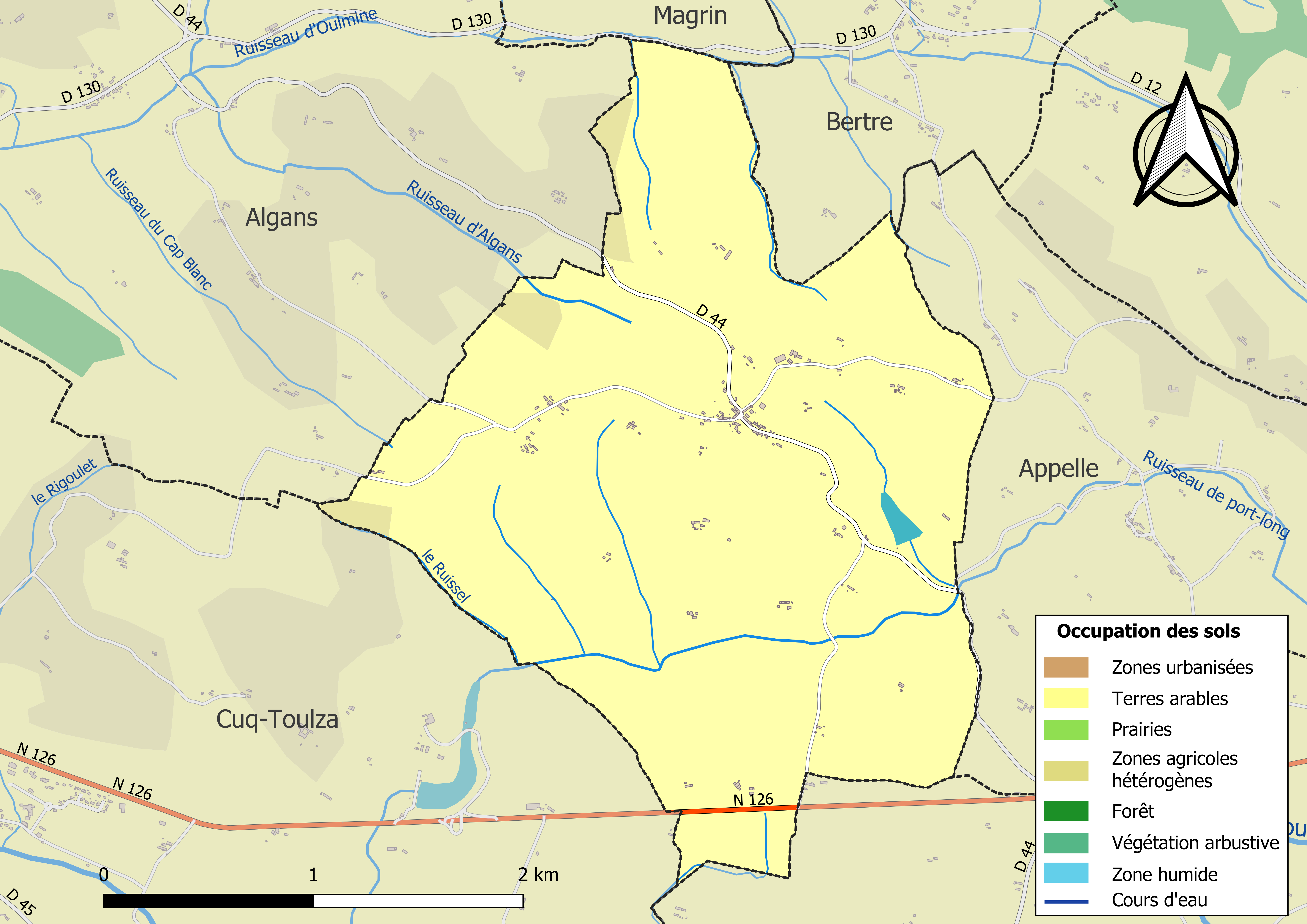
Carte des infrastructures et de l'occupation des sols de la commune en 2018 (CLC).

### Risques majeurs
Le territoire de la commune de Lacroisille est vulnérable à différents aléas naturels : météorologiques (tempête, orage, neige, grand froid, canicule ou sécheresse), mouvements de terrains et séisme (sismicité très faible). Il est également exposé à un risque technologique,  le transport de matières dangereuses. Un site publié par le BRGM permet d'évaluer simplement et rapidement les risques d'un bien localisé soit par son adresse soit par le numéro de sa parcelle.

#### Risques naturels
Lacroisille est exposée au risque de feu de forêt. En 2022, il n'existe pas de Plan de Prévention des Risques incendie de forêt (PPRif). Le débroussaillement aux abords des maisons constitue l’une des meilleures protections pour les particuliers contre le feu,.

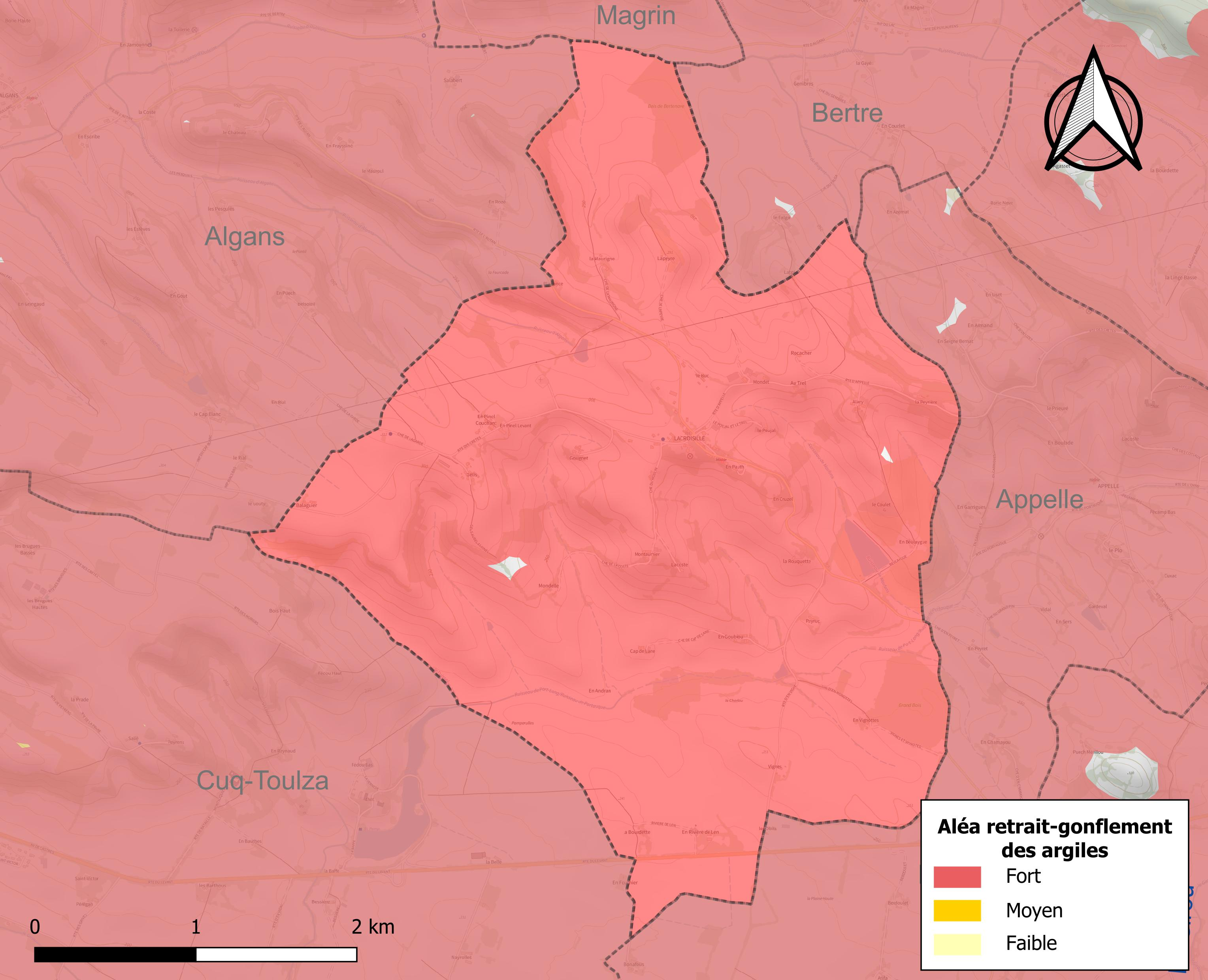
Carte des zones d'aléa retrait-gonflement des sols argileux de Lacroisille.

La commune est vulnérable au risque de mouvements de terrains constitué principalement du retrait-gonflement des sols argileux. Cet aléa est susceptible d'engendrer des dommages importants aux bâtiments en cas d’alternance de périodes de sécheresse et de pluie. 99,9 % de la superficie communale est en aléa moyen ou fort (76,3 % au niveau départemental et 48,5 % au niveau national). Sur les 73 bâtiments dénombrés sur la commune en 2019, 73 sont en aléa moyen ou fort, soit 100 %, à comparer aux 90 % au niveau départemental et 54 % au niveau national. Une cartographie de l'exposition du territoire national au retrait gonflement des sols argileux est disponible sur le site du BRGM,.
Par ailleurs, afin de mieux appréhender le risque d’affaissement de terrain, l'inventaire national des cavités souterraines permet de localiser celles situées sur la commune.
La commune a été reconnue en état de catastrophe naturelle au titre des dommages causés par les inondations et coulées de boue survenues en 1982.

#### Risques technologiques
Le risque de transport de matières dangereuses sur la commune est lié à sa traversée par des infrastructures routières ou ferroviaires importantes ou la présence d'une canalisation de transport d'hydrocarbures. Un accident se produisant sur de telles infrastructures est susceptible d’avoir des effets graves sur les biens, les personnes ou l'environnement, selon la nature du matériau transporté. Des dispositions d’urbanisme peuvent être préconisées en conséquence.

## Toponymie
De l'oïl croisille signifiant « petite croix ».

## Histoire

### Héraldique
| Lacroisille | Son blasonnement est : D'argent à l'orle d'azur. |

## Politique et administration
| Période                                  | Période  | Identité                         | Étiquette | Qualité                   |
| ---------------------------------------- | -------- | -------------------------------- | --------- | ------------------------- |
| 1793                                     | 1795     | François Tayac                   |           |                           |
| 1795                                     | 1800     | Pierre Cramaussel                |           |                           |
| 1800                                     | 1812     | Charles Pinel                    |           |                           |
| 1812                                     | 1813     | Alexis Auguste Pinel             |           |                           |
| 1813                                     | 1830     | Daniel Saint-Cyr Pinel           |           |                           |
| 1830                                     | 1835     | Jean-Louis Barthélémy Cramaussel |           |                           |
| 1835                                     | 1854     | Daniel Saint-Cyr Pinel           |           |                           |
| 1854                                     | 1860     | Jean-Louis Barthélémy Cramaussel |           |                           |
| 1860                                     | 1863     | Ernest Rey-Baron                 |           |                           |
| 1863                                     | 1867     | Henri Léon Cramaussel            |           |                           |
| 1867                                     | 1880     | Jean-Théodore Cramaussel         |           |                           |
| 1880                                     | 1884     | Louis Victor Pinel               |           | Officier Légion d'Honneur |
| 1884                                     | 1888     | Jean-Théodore Cramaussel         |           |                           |
| 1888                                     | 1892     | Jean Deumie                      |           |                           |
| 1893                                     | 1900     | Martial Rocacher                 |           |                           |
| 1900                                     | 1914     | Émilien Mancet                   |           |                           |
| 1914                                     | 1919     | Émile Galinier                   |           |                           |
| 1919                                     | 1925     | Émilien Mancet                   |           |                           |
| 1925                                     | 1935     | Ernest Viguier                   |           |                           |
| 1935                                     | 1965     | Émile Salvan                     |           |                           |
| 1965                                     | 1985     | Georges Mercier                  |           |                           |
| 1985                                     | 2001     | Bernard Mancet                   |           |                           |
| 2001                                     | 2014     | Yves Hurand                      |           |                           |
| 2014                                     | En cours | Olivier durand                   |           |                           |
| Les données manquantes sont à compléter. |          |                                  |           |                           |

## Démographie
| 1793 | 1800 | 1806 | 1821 | 1831 | 1836 | 1841 | 1846 | 1851 |
| ---- | ---- | ---- | ---- | ---- | ---- | ---- | ---- | ---- |
| 353  | 294  | 364  | 361  | 359  | 378  | 356  | 343  | 360  |

| 1856 | 1861 | 1866 | 1872 | 1876 | 1881 | 1886 | 1891 | 1896 |
| ---- | ---- | ---- | ---- | ---- | ---- | ---- | ---- | ---- |
| 342  | 338  | 342  | 338  | 317  | 315  | 315  | 301  | 296  |

| 1901 | 1906 | 1911 | 1921 | 1926 | 1931 | 1936 | 1946 | 1954 |
| ---- | ---- | ---- | ---- | ---- | ---- | ---- | ---- | ---- |
| 292  | 260  | 278  | 213  | 228  | 238  | 230  | 217  | 178  |

| 1962 | 1968 | 1975 | 1982 | 1990 | 1999 | 2005 | 2006 | 2010 |
| ---- | ---- | ---- | ---- | ---- | ---- | ---- | ---- | ---- |
| 153  | 121  | 105  | 79   | 100  | 130  | 142  | 145  | 127  |

| 2015 | 2020 | 2022 | - | - | - | - | - | - |
| ---- | ---- | ---- | - | - | - | - | - | - |
| 117  | 106  | 100  | - | - | - | - | - | - |

## Économie

### Emploi
|                | 2008  | 2013   | 2018  |
| -------------- | ----- | ------ | ----- |
| Commune        | 6,4 % | 11,2 % | 3,8 % |
| Département    | 8,2 % | 9,9 %  | 10 %  |
| France entière | 8,3 % | 10 %   | 10 %  |

En 2018, la population âgée de 15 à 64 ans s'élève à 83 personnes, parmi lesquelles on compte 79,7 % d'actifs (75,9 % ayant un emploi et 3,8 % de chômeurs) et 20,3 % d'inactifs,. Depuis 2008, le taux de chômage communal (au sens du recensement) des 15-64 ans est inférieur à celui de la France et du département.
La commune fait partie de la couronne de l'aire d'attraction de Toulouse, du fait qu'au moins 15 % des actifs travaillent dans le pôle,. Elle compte 20 emplois en 2018, contre 23 en 2013 et 34 en 2008. Le nombre d'actifs ayant un emploi résidant dans la commune est de 63, soit un indicateur de concentration d'emploi de 31,2 % et un taux d'activité parmi les 15 ans ou plus de 61,7 %.
Sur ces 63 actifs de 15 ans ou plus ayant un emploi, 16 travaillent dans la commune, soit 25 % des habitants. Pour se rendre au travail, 88,3 % des habitants utilisent un véhicule personnel ou de fonction à quatre roues, 1,7 % s'y rendent en deux-roues, à vélo ou à pied et 10 % n'ont pas besoin de transport (travail au domicile).

### Activités hors agriculture
15 établissements sont implantés  à Lacroisille au 31 décembre 2019.
Le secteur des activités spécialisées, scientifiques et techniques et des activités de services administratifs et de soutien est prépondérant sur la commune puisqu'il représente 26,7 % du nombre total d'établissements de la commune (4 sur les 15 entreprises implantées  à Lacroisille), contre 13,8 % au niveau départemental.

### Agriculture
|               | 1988 | 2000 | 2010 | 2020 |
| ------------- | ---- | ---- | ---- | ---- |
| Exploitations | 13   | 9    | 8    | 6    |
| SAU (ha)      | 482  | 737  | 886  | 552  |

La commune est dans le Lauragais tarnais, une petite région agricole située dans le sud-ouest du département du Tarn. En 2020, l'orientation technico-économique de l'agriculture  sur la commune est l'exploitation de grandes cultures (hors céréales et oléoprotéagineuses). Six exploitations agricoles ayant leur siège dans la commune sont dénombrées lors du recensement agricole de 2020 (13 en 1988). La superficie agricole utilisée est de 552 ha,,.

## Culture locale et patrimoine

### Lieux et monuments
- Église Saint-Barthélemy de Lacroisille.